# Козлов, Олег Владимирович
Олег Владимирович Козлов (1950—2021) — советский и российский историк, доктор исторических наук, профессор Смоленского государственного университета.

## Биография
Олег Владимирович Козлов родился 28 апреля 1950 года. В 1971 году поступил на исторический факультет Смоленского государственного педагогического института. На протяжении многих лет преподавал в этом вузе, прошёл путь от учебного мастера и лаборанта до заведующего кафедрой истории России. Возглавлял эту кафедру в период с 1998 по 2017 годы. В 1997—2004 годах также был председателем профкома преподавателей и сотрудников вуза. С 2017 года и вплоть до самой смерти был профессором на кафедре истории России Смоленского государственного педагогического института.
В общей сложности Козлов опубликовал более 70 научных работ, в том числе 2 учебных пособия и 2 монографии. В 1990 году защитил диссертацию на соискание учёной степени кандидата исторических наук на тему: «Становление и деятельность советских органов управления просвещением и культурой в 1917—1921 годах : на материалах Брянской, Калужской и Смоленской губерний». В 2001 году защитил докторскую диссертацию на тему: «Взаимодействие власти и общества в процессе создания советской системы управления народным образованием и культурой в российской провинции, 1917—1922 гг.: На материалах Западного региона РСФСР». Являлся учеником видного смоленского историка Д. И. Будаева, основной вехой его исследований была пореформенная Россия, взаимодействие между властью и обществом, особенно в сфере провинциальной культуры и образования.
Скончался 25 ноября 2021 года, похоронен на Новом кладбище Смоленска.